# Museo civico di scienze naturali
Il Museo civico di scienze naturali è un museo di scienze naturali di Brescia.

## Storia
Il nucleo originario del museo di scienze naturali di Brescia fu composto da una serie di donazioni successive. La prima fu quella di Luigi Lechi che nel 1814 donò all'Ateneo di Brescia circa duecento piccoli esemplari di minerali provenienti da vari luoghi e classificati dall'Università di Parigi. Fecero seguito due donazioni del malacologo Giambattista Spinelli, la prima composta da conchiglie di molluschi terrestri e la seconda da trecento fossili. Nel 1864 Tommaso Caprioli offrì all'Ateneo la propria collezione, nel 1867 fu la volta del geologo Giuseppe Ragazzoni, il quale fece dono d'una ricca collezione di rocce di medie dimensioni con diverse migliaia di esemplari ben catalogati, mentre poco dopo il capitano degli Alpini Giovanni Battista Adami donò una nutrita collezione malacologica e una raccolta di rocce delle Prealpi bresciane.
Gabriele Rosa si attivò dunque in seno all'Ateneo di Brescia per disporre alcune sale per ospitarvi le varie collezioni. Queste si arricchirono nel 1882 del prezioso erbario donato dagli eredi del professor Elia Zersi, di un ragguardevole frammento del meteorite di Alfianello e delle impronte di Chirotherium rinvenute da don Giovanni Bruni nei territori di Collio unitamente a molti altri esemplari apportati da appassionati e studiosi.
Nel 1895, dinnanzi a tale patrimonio naturalistico, il professor Eugenio Bettoni ne incoraggiò l'esposizione al pubblico affidandone il compito alla Società di storia naturale da lui fondata e alla quale l'Ateneo, oltre a fornire gli scaffali espositivi, elargiva un sussidio annuo. Inoltre, il Comune di Brescia concesse l'uso dei locali al pianterreno del palazzo Martinengo da Barco. Il museo fu pertanto inaugurato ufficialmente il 7 luglio 1902 alla presenza del ministro della pubblica istruzione Nunzio Nasi.
Nel 1907, l'Ateneo di Brescia traslocò a palazzo Tosio; data l'insufficienza di spazi nella nuova sede, il materiale del museo di storia naturale fu collocato nel fabbricato Pisani presso il castello di Brescia. In quella sede, grazie al contributo dei professori Giovanni Battista Cacciamali e Luigi Guccini, il museo ebbe un periodo propizio e fu altresì dotato di una collezione ornitologica.
Con l'avvento della prima guerra mondiale, il museo chiuse i battenti e nel 1937 i locali furono ceduti alla milizia fascista. Il patrimonio museale fu dunque spostato e confinato in alcuni locali dell'istituto tecnico sito al piano terra di palazzo Bargnani.
Alla fine della seconda guerra mondiale, i soci dell'Ateneo e del gruppo naturalistico "Ragazzoni" si attivarono per poter dare al patrimonio museale una più opportuna ubicazione e nel 1947 il professor Angelo Ferretti Torricelli, Valerio Giacomini e Gualtiero Laeng, presero i primi contatti con l'amministrazione comunale. Nel 1948 fu creata una commissione mista composta da membri dell'Ateneo e del Comune, nel 1949 fu firmato l'atto di donazione – da parte dell'Ateneo al Comune di Brescia – dei materiali del museo "Giuseppe Ragazzoni", offerta che il consiglio comunale accettò il 21 settembre 1950 e permise di rinnovare il museo. La prima sala fu inaugurata il 17 febbraio 1951 e comprendeva numerosi esemplari di mammiferi autoctoni ed esotici congiuntamente alla collezione di seicento uccelli catturati nella provincia. La seconda sala ospitava collezioni stratigrafiche di rocce e di fossili, mentre la terza sala, inaugurata nel 1954, fu dedicata alla preistoria.
Nel 1968 il museo di storia naturale chiuse nuovamente i battenti: le collezioni furono depositate nell'ala est del terzo chiostro del monastero di Santa Giulia, mentre rimasero in uso solamente la biblioteca ed i laboratori di ricerca. Vista la situazione precaria, l'amministrazione comunale avviò la costruzione di un nuovo edificio e il progetto fu affidato all'ingegner Panelli e all'architetto Graziano Piovanelli, coadiuvati dal direttore Pierfranco Blesio. Il primo lotto fu avviato nel 1974.
La nuova sede del museo, in stile razionalista, fu inaugurata con le prime sale nel settembre 1983; grazie ad essa il museo ampliò la propria attività con conferenze, convegni, mostre, stage. Nel 1986 il museo si arricchiva di ulteriori collezioni allestite nell'atrio e nella quarta e quinta sala. A queste s'affiancarono la biblioteca, le raccolte nei depositari ed i laboratori di chimica, di petrografia e di scienze. Nel marzo 1987 fu inaugurato un mini planetario ed un laboratorio d'astronomia. Il museo constava di trentacinque sale destinate all'esposizione permanente, dieci delle quali già allestite.

## Descrizione
Il patrimonio museale raccolto può essere suddiviso nelle seguenti aree tematiche:
- Antropologia culturale
- Botanica
- Litologia
- Micologia
- Mineralogia
- Paleontologia
- Zoologia

### Antropologia culturale
La sezione di antropologia culturale ospita collezioni paletnologiche composte da manufatti che vanno dal Paleolitico all'Età del bronzo. Grazie ad un lascito risalente alla seconda metà del XIX secolo, il museo dispone di mummificazioni antropologiche egizie, nella fattispecie, tre teste mummificate e molteplici frammenti di mummie umane.

### Botanica
Le collezioni botaniche sono composte da erbari in cui sono conservati campioni ed esemplari di flora e vegetazione.
- Erbario Arietti[8]: flora locale del territorio bresciano.
- Erbario briologico Giacomini: raccolta di muschi.
- Erbario Preda: flora italiana, datata dalla fine del XIX secolo all'inizio XX secolo.
- Erbario Zersi: flora locale del territorio bresciano, datata dalla fine del XIX secolo agli inizi del XX secolo.
- Nuovo erbario della flora bresciana composto da:
  - Erbario Crescini: flora alpina e padana.
  - Erbario De Carli: alberi e arbusti.
  - Erbario Fenaroli: flora alpina.
  - Erbario Tagliaferri: flora alpina.
  - Erbario Zanotti: flora della pianura.

### Litologia
Le collezioni litologiche sono composte principalmente dai campioni di Giuseppe Ragazzoni ai quali s'aggiunsero negli anni i campioni di studio dei vari geologi che si susseguirono, fra questi Giovanni Battista Cacciamali.

### Mineralogia
Le collezioni mineralogiche comprendono campioni e materiali d'origine locale (valli Camonica, Sabbia e Trompia) unitamente a materiali provenienti da giacimenti alpini e appenninici. Le raccolte sono state riunite nel corso degli anni, dalla seconda metà del XIX secolo all'età contemporanea, fra queste si ricordano le collezioni di Giuseppe Ragazzoni e quelle di Mario Lussignoli. Il museo conserva altresì frammenti dei meteoriti Alfianello e Trenzano.

### Micologia
La collezione micologica è rappresentata da una micoteca che raccoglie varie exsiccata, ossia specie fungine accuratamente disidratate e conservate.

### Paleontologia
Le collezioni paleontologiche sono formate da reperti provenienti per la gran parte dal territorio bresciano.

### Zoologia
Le collezioni zoologiche constano di raccolte entomologiche – principalmente coleotteri e lepidotteri italiani – e raccolte di vertebrati (anfibi, mammiferi, pesci, rettili e uccelli); fra queste ultime, le collezioni Brichetti e Gnecchi-Ruscone rappresentano i più rilevanti nuclei ornitologici della fauna italiana. Grazie ad un lascito risalente alla seconda metà del XIX secolo, il museo accoglie anche tredici mummificazioni zoologiche egizie di coccodrilli, falchi e gatti.

## Biblioteca
Annessa al museo vi è la biblioteca di scienze che ingloba le preesistenti biblioteche del museo di scienze naturali e quella della specola, inoltre, accoglie i laboratori di preparazione, studio e conservazione per le attività museali; il laboratorio di didattica collabora con la specola astronomica Cidnea del castello.

## Giardino
Il giardino del museo, situato lungo i lati orientale e meridionale dell'edificio, è percorso da un sentiero che conduce alle varie aiuole, le quali sono state organizzate ponendo vicine tra loro le specie vegetali arboree e arbustive simili. All'interno del giardino, in aggiunta ad alcuni arbusti spontanei, sono presenti specie arboree dominanti tipiche dell'Italia settentrionale, quali l'abete rosso, il carpino bianco, il carpino nero, il faggio comune e la farnia.

## Pubblicazioni
- Monografie di Natura bresciana[13][14] – pubblicazione aperiodica dedicata ai lavori monografici più consistenti unitamente a ricerche territoriali di più ampio respiro.
- Museo Notizie – bollettino mensile edito dal 1983.
- Natura bresciana[14] – rivista annuale del museo, edita dal 1965, dedicata alle scienze naturali e alla museologia. Pubblica per la maggior parte lavori concernenti i territori padano, alpino, prealpino e alle aree biogeografiche ad essi connesse.